# Ida von Hofsten
Ida Regina Lovisa von Hofsten, född Östberg 26 augusti 1855 i Uppsala, död 14 oktober 1945 i Stockholm, var en svensk konstnär och fotograf.

## Biografi

Blyertsteckning av Ida von Hofsten, ur Uppsala universitetsbiblioteks bildarkiv.

Ida von Hofsten var dotter till häradshövdingen och brukspatronen Gustaf Östberg och Anne Louise Grill (1814–1898) samt syster till högerledaren Gustaf Fredrik Östberg, industrimannen Petter Östberg och generalkonsuln Claes Gustaf Belinfante Östberg (1852–1937). Familjen bodde i Uppsala. Hon gifte sig 1880 med kanslisekreteraren Adolf von Hofsten (1853–1897) och de fick sonen Nils von Hofsten. Året efter makens död 1897 avled Ida von Hofstens mor och hon fick ett stort arv. Hon bodde i Uppsala fram till 1938, då hon flyttade till Stockholm. Hon gjorde flera utlandsresor, bland annat till länderna runt Medelhavet, Indien och Kanarieöarna.
Liksom liksom sina föräldrar  hade Ida von Hofsten konstnärliga anlag. På äldre dar ägnade hon sig åt måleri och skulptur. Hon fotograferade mycket; fotosamlingar finns bland annat på Medelhavsmuseet och Etnografiska museet i Stockholm. Uppsala universitetsbibliotek har arkiverat fotografier samt några av hennes teckningar, inklusive ett album med 10 blad.
| - Ida von Hofsten, fotografier från Egypten, ur Medelhavsmuseets bildarkiv. - Stadsmiljö. - Hamnvy. - Längs Nilen. - Sfinxen vid Giza. |